# 罗庄乡 (夏邑县)
罗庄乡是中国河南省商丘市夏邑县下辖的一个乡。

## 行政区划
罗庄乡下辖：罗东村、罗西村、何三楼村、徐瓦房村、蒋各村、梁庄村、马楼村、东皋村、何寨村、孙王庄村、李营村、李楼村、刘菜园村、徐楼台村、冉红庄村、刘古同村、孙楼村、田庄村、何岗村、孟楼村。